# 賴揚自治市
（阿拉伯语：‎，羅馬化：Al Rayyan，又讀作Ar Rayyan）是的八個自治市之一，面積5,818平方公里，佔卡達面積一半以上，為卡達面積最大的行政區。2015年時人口為605,712人。

## 體育
- 賴揚體育俱樂部